# Карло Уббіалі
Карло Уббіалі (італ. Carlo Ubbiali; народився 22 вересня 1929 року, Бергамо, Ломбардія, — 2 червня 2020) — італійський мотогонщик. Дев'ятиразовий чемпіон світу з шосейно-кільцевих мотогонок серії MotoGP: шестиразовий у класі 125сс (1951, 1955—1956, 1958—1960 роки) та триразовий у класі 250сс (1956, 1959—1960 роки).

## Кар'єра
Уббіалі народився в Бергамо, Ломбардія. У 1949 році, на першому чемпіонаті світу з шосейно-кільцевих мотогонок MotoGP Карло зайняв четверте місце в класі 125cc, виступаючи за команду MV Agusta.
У сезоні 1950 року Уббіалі перейшов до команди Mondial.
У 1951 році Карло виграв свій перший чемпіонат світу.
В наступному сезоні, зайнявши у чотирьох гонках, в яких виступав, другі місця, поступився титулом чемпіона британцю Сесілу Сендфорду. Після цього, у 1953 році Уббіалі повернувся до MV Agusta, з якою виступав до завершення кар'єри. З командою Карло виграв ще п'ять титулів чемпіона в класі 125cc і три у класі 250cc.
Окрім цього, Уббіалі був також п'ятикратним переможцем престижних змагань на острові Мен «Isle of Man TT». Він рідко обирав невірну траєкторію для мотоцикла, про що свідчить той факт, що Карло ніколи не потрапляв у серйозні аварії під час його 12-річної кар'єри у Гран-Прі.
Уббіалі завершив активну спортивну кар'єру у віці 30 років у повному розквіті сил. До появи Джакомо Агостіні, його вважали найкращим мотогонщиком Італії. Його дев'ять перемог на чемпіонатах світу ставлять Карло Уббіалі разом з Майком Хейлвудом і Валентино Россі на третю сходинку в списку найуспішніших мотогонщиків всіх часів після Джакомо Агостіні і Анхеля Ньєто.
За свою манеру їзди отримав прізвисько «Лис» — він завжди вичікував, тримаючи суперника в напрузі, і робив стрімкий ривок тільки наприкінці гонки.
У 2001 році Карло Уббіалі введений Міжнародною мотоциклетною федерацією в «Зал слави MotoGP».

## Статистика виступів

### MotoGP

#### У розрізі сезонів
| Сезон  | Клас   | Мотоцикл  | Гонки | Пер | Под | Очки | Місце |
| ------ | ------ | --------- | ----- | --- | --- | ---- | ----- |
| 1949   | 125cc  | MV Agusta | 2     | 0   | 1   | 13   | 4     |
| 1950   | 125cc  | Mondial   | 2     | 1   | 2   | 14   | 2     |
| 1951   | 125cc  | Mondial   | 3     | 1   | 3   | 20   | 1     |
| 1952   | 125cc  | Mondial   | 4     | 0   | 4   | 24   | 2     |
| 1953   | 125cc  | MV Agusta | 3     | 1   | 3   | 18   | 3     |
| 1954   | 125cc  | MV Agusta | 4     | 0   | 4   | 18   | 2     |
| 1955   | 125cc  | MV Agusta | 6     | 5   | 6   | 32   | 1     |
| 1955   | 250cc  | MV Agusta | 1     | 1   | 1   | 8    | 7     |
| 1956   | 125cc  | MV Agusta | 6     | 5   | 6   | 32   | 1     |
| 1956   | 250cc  | MV Agusta | 5     | 5   | 5   | 32   | 1     |
| 1957   | 125cc  | MV Agusta | 3     | 2   | 3   | 22   | 3     |
| 1957   | 250cc  | MV Agusta | 1     | 1   | 1   | 8    | 5     |
| 1958   | 125cc  | MV Agusta | 6     | 4   | 5   | 32   | 1     |
| 1958   | 250cc  | MV Agusta | 3     | 0   | 3   | 16   | 3     |
| 1959   | 125cc  | MV Agusta | 6     | 3   | 5   | 30   | 1     |
| 1959   | 250cc  | MV Agusta | 5     | 2   | 5   | 28   | 1     |
| 1960   | 125cc  | MV Agusta | 5     | 4   | 5   | 24   | 1     |
| 1960   | 250cc  | MV Agusta | 6     | 4   | 6   | 32   | 1     |
| Всього | Всього | Всього    | 71    | 39  | 68  | 403  |       |

## Досягнення
- У списку 40-ка найкращих мотогонщиків усіх часів за версією Міжнародної мотоциклетної федерації Карло Уббіалі займає 7-е місце.[5]